# Wolfgang Böhm (Politiker, 1942)
Wolfgang Böhm (* 23. Mai 1942 in Dessau) ist ein deutscher Politiker (FDP).
Nach einem Studium der Volkswirtschaft an der Martin-Luther-Universität Halle-Wittenberg war der Diplom-Ökonom von 1976 bis 1990 Abteilungsleiter für Erholung und Tourismus beim Rat des Bezirkes Halle. 1991 wurde Böhm zum Regierungspräsidenten in Magdeburg ernannt, 1998 wechselte er in derselben Position nach Halle. Von der SPD-Regierung wurde er im Mai 2000 in den einstweiligen Ruhestand versetzt. 2002 wurde er als Staatssekretär in das Kultusministerium des Landes Sachsen-Anhalt berufen.
Er war Vorstandsvorsitzender der liberalen Erhard-Hübener-Stiftung und Mitglied im Kuratorium des Hauses der Geschichte der Bundesrepublik Deutschland.